# Аксары
Аксары (каз. Ақсары, до 2008 г. — Найдорф) — аул в Акжарском районе Северо-Казахстанской области Казахстана. Входит в состав Уялинского сельского округа. Код КАТО — 593449800.

## История
С 1969 по 1997 г. — центральная усадьба зерносовхоза «Тельманский».

## Население
В 1999 году население села составляло 902 человека (445 мужчин и 457 женщин). По данным переписи 2009 года, в селе проживало 425 человек (220 мужчин и 205 женщин).